# Kaminóiak

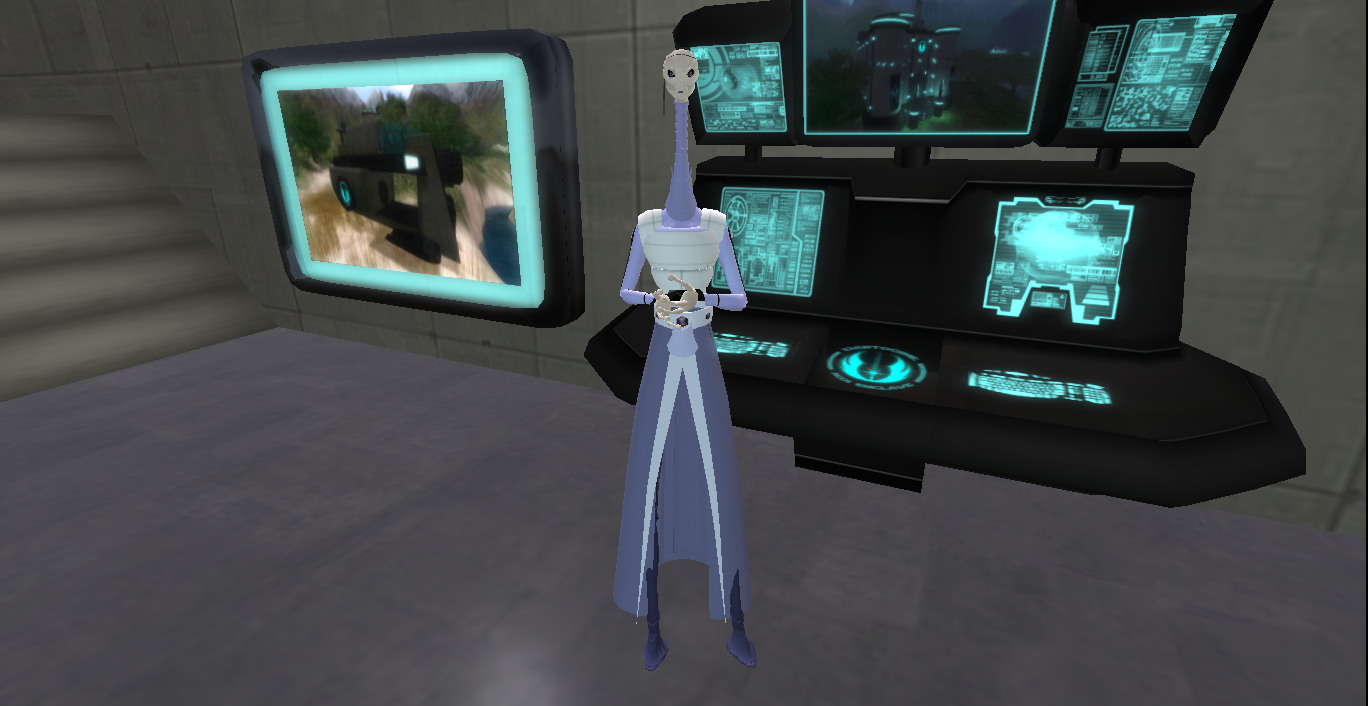
A kaminói faj egy nőstény egyede

A kaminóiak (angolul: Kaminoan) a Csillagok háborúja elképzelt univerzumának egyik értelmes népe, ami a víz borította Kamino nevű bolygón él.

## Leírásuk
A kaminóiak 2,2 méter magasak és karcsúak. Végtagjaik és nyakuk hosszú. Bőrük fehéres vagy világos. A kaminóiak vízi élőlényekből fejlődtek ki; erre utal a magas és vékony testalkatuk, a vizenyős szemük, valamint a majdnem foszforeszkáló bőrük. A lábujjaikon járnak. Mandula alakú szemeikkel az ibolyántúli sugárzást is érzékelik. Habár az ember és egyéb fajok a kaminóiak lakhelyeit és laboratóriumait fehérnek látják, valóban a kaminóiaknak színesebben néznek ki e termek. A nők kopaszok, a férfiak fején tarajszerű képződmény látható. Szintén a férfiak fejeinek hátulsó részein úszók maradványai vannak.
Ez az értelmes faj eléggé gyorsan nő meg és válik felnőtté; 11 éves korukban már felnőtteknek számítanak. Egészen 40 éves korukig épp úgy néznek ki, mint tizenegy évesen. 40 év után elkezdenek öregedni. Általában 80 standard évig élnek, de a nőnemű Kina Ha Jedi Mester elérte a 3000 évet is.

## Társadalmuk és kultúrájuk
A kaminóiak magasabb rendű élőlényeknek tekintik magukat, de azért kedvesek a többi értelmes fajjal szemben. Szerintük minden faj, amely a fejlettebb életre vágyik és törekszik, érdemes a tiszteletre, azonban le kell nézni azokat, akik nem keresik a további fejlődést.
A társadalmukról csak keveset tudunk. Azonban tudjuk, hogy van egy táncuk, a nahra, melynek során kimutatják egymásnak az érzelmeiket. Mivel igen hosszú ideig elkülönülve éltek, a kaminóiak nemigen kedvelik az idegeneket, sőt tartanak tőlük. Az átlag kaminói nagyon ügyes, alkotásait, mint például a klónkatonákat, megfelelő gondozásban részesíti, azonban mégis árucikként kezeli.
A szemük színe alapján a kaminóiak kasztokba tömörülnek. A legmagasabb rangú kaszttagok szeme szürke színű, őket követik a sárga, illetve a kék szeműek. Az egymás közti munkamegosztást a szemszín határozza meg. A szürke szeműek általában adminisztrátorok, a sárga szeműek a kézügyességi munkákat, míg a kék szemű kaminóiak a nehezebb munkákat végzik el.
Nagyon ritkán zöld szemű kaminói is születik. A zöld szeműeket genetikailag alsóbbrendűnek tekintik, amely megrontaná a jól berendezett kaminói társadalmat, éppen ezért a zöld szeműeket születésük után megölik.
A kasztokra tagolt kaminói társadalmon kívül még van két csoport, amely azonban nem követi a társadalom szabályait; ezek a szerzetesszerű kaminói aszkéták, és a fegyverek készítésével foglalkozó kaminói fegyverkészítők.
A kaminóiak között vannak Erő-érzékenyek is, ilyen például Kina Ha Jedi Mester.
Az összes kaminói beszéli a kaminói nyelvet, néhányan, főleg akiknek kapcsolataik vannak a többi világokkal, a galaktikus közös nyelvet is beszélik.
A nabooi aiwha nevű emlősszerű élőlényt betelepítették a Kaminóra. Mint az aiwha őshazájában a gunganek, a kaminóiak is meglovagolják ezt a vízi és repülő élőlényt.

## Történelmük
A kaminói városok és települések, mint amilyen a Tipoca City, cölöpökre vannak építve. A legfőbb kaminóiak a nyakuk körül magas gallért viselnek. A kaminóiak „gyártják” a Galaktikus Köztársaság számára a klónkatonákat.
Miután a Kaminón elolvadtak a nagy jégsapkák, megkezdődött az a korszak, amelyet a kaminóiak A Nagy Árvíznek neveznek. E korszak idején a kaminóiak szinte kihaltak, csak a mesterséges szaporítás, a genetikai manipuláció és a klónozás mentette meg a fajt.
A klónháborúk előtt is „gyártottak” klónokat. Ezeket főleg a bányákban, például a Subterrel bolygón, vagy más fajok zsoldosaiként használták fel, illetve hasznosították. A klónháborúk idején a Galaktikus Köztársaság hadseregét készítették a kaminóiak. A klónok mintapéldánya Jango Fett mandalori ember volt. Az első kaminói csatát sikeresen átvészelték. A 66-os parancs érvénybe lépése és a Galaktikus Birodalomra kerülése után Kamino és népe a Birodalom uralma alá került. A kaminóiaknak azonban ez nem tetszett és titokban egy új, még veszélyesebb klónhadsereget készítenek. De ez Darth Vader tudomására került és elküldi Boba Fettet az 501-es Légióval (501st Legion) együtt, megsemmisíteni az új hadsereget és annak készítőit.
A Galaktikus polgárháború után a kaminóiak csatlakoztak az Új Köztársasághoz. A Yuuzhan Vongok elleni harcot is támogatták.

## Megnevezett kaminóiak
- Lama Su – férfi;, a Kamino miniszterelnöke volt a klónháborúk idején
- Taun We – nő; Lama Su titkárnője, segéde
- Ko Sai – nő; a laboratóriumban főnöknő
- Ni Timor – férfi; tudós
- Orun Wa – férfi; tudós
- Koa Ne – férfi;, a Kamino miniszterelnöke volt a második galaktikus polgárháború idején
- Nala Se – nő; kaminói lakos a klónháborúk alatt
- Halle Burtoni – idős nő; Kamino képviselője a Galaktikus Szenátusban
- Kina Ha – nő; Jedi Mester
- Sayn Ta – nő; a laboratóriumban főnöknő

## Megjelenésük a filmekben, könyvekben, videojátékokban
A kaminói fajt először „A klónok támadása” című filmben láthatjuk, amikor is Obi-Wan Kenobi nyomozni kezd a rejtélyes fejvadász után. Így jut el egy peremvidéki bolygóra, Kaminóra, ahol megdöbbentő dolgot fedez fel: egy üzemben harcosokat klónoznak, az ottaniak állítása szerint a Köztársaság számára. A kaminóiakat és „klóngyáraikat” a „Star Wars: A klónok háborúja” című televíziós sorozat több részében is bemutatják.
A fentieken kívül a kaminóiak könyvekben, képregényekben és videojátékokban is szerepelnek, vagy meg vannak említve.

## Fordítás
- Ez a szócikk részben vagy egészben a Kaminoan című Wookieepedia-szócikk fordítása. Az eredeti cikk szerkesztőit annak laptörténete sorolja fel.